# Cánh tân hữu
Cánh hữu mới (tiếng Anh: New Right) là thuật ngữ được sử dụng ở một số quốc gia cho chính sách hoặc nhóm chính trị theo cánh hữu. Thuật ngữ này trái nghĩa với thuật ngữ "cánh tả mới" (tiếng Anh: New Left, dùng để chỉ các phong trào như phong trào nữ quyền, quyền LGBT, quyền bảo vệ môi trường, v.v. ở các nước phương Tây vào các thập niên 1960 và 1970) và được dùng để miêu tả những Đảng phái chính trị ở Đông Âu sau sự sụp đổ của Liên Xô và các nước Cộng sản.
Có nhiều vấn đề quan trọng trong quan điểm về cánh hữu mới, quan điểm ủng hộ một nền kinh tế thị trường trong một quốc gia mạnh. Cụ thể, kinh tế tập trung vào việc giảm chi tiêu chính phủ, giảm thuế, loại bỏ những khoản nợ của chính phủ hay thâm hụt của chính phủ. Những người bảo thủ xã hội lại đối lập tập trung chỉ trích vào chủ nghĩa cá nhân, tự do của xã hội hiện đại và chủ trương ủng hộ những đạo luật của chính phủ để giúp một xã hội mang khuôn mẫu đạo đức.

## Phái Bảo thủ Truyền thống và Cánh hữu mới
Theo nhiều hướng, cánh hữu mới không hề mới. Chủ nghĩa bảo thủ luôn biện hộ cho quyền sở hữu và ủng hộ sự hạn chế của chính phủ trong khi ưu đãi những đạo luật để trừng phạt những hành vi "không mang tính đạo đức" (immoral). Cả phái Bảo thủ Truyền thống và Cánh hữu mới đều chỉ trích chủ nghĩa xã hội và sự phân phối lại cho người dân của chính phủ và làm thâm hụt ngân sách nhà nước. Rất nhiều nhà bảo thủ truyền thống không chấp nhận kinh tế thị trường thuần tuý và sự ít ảnh hưởng của chính phủ gắn với phái cánh hữu mới. Ngoài ra, những nhà hoạt động theo phái cánh hữu mới thường áp đặt tư tưởng lên những chính sách ngoại giao, cụ thể là những giá trị dân chủ, khác với bảo thủ truyền thống thường là quan tâm nhiều hơn đến sự duy trì của một sự ổn định trong quan hệ quốc tế. Như ở Hoa Kỳ để tìm những giải pháp hạn chế sự can thiệp của nước ngoài.